# MSX 매거진
MSX 매거진(MSXマガジン)은 일본의 아스키 사에 의해 1983년부터 1992년까지 발행된 MSX 기종의 퍼스널컴퓨터 전문 잡지이다. MSX 매거진은 세계 최초의 MSX전문 잡지였다.

## 개요
퍼스널컴퓨터 보급기 초반, MSX라는 플랫폼이 애초에 게임 위주의 성격이 강했기 때문에 MSX 매거진은 게임 소개 및 게임 공략에 대부분의 지면을 할애하였다. 프로그래밍 강좌, 전자 기술에 대한 칼럼, 서브컬처에 관련된 만화 및 일러스트 등도 종종 게재되었다. MSX 매거진에서는 사쿠라 다마키치 등의 인기 일러스트레이터들이 활동하였으며, 당시의 서브컬처에도 많은 영향을 끼쳤다.

## 역사
MSX 매거진은 1983년 10월 6일에 창간호가 발행되었고, 매월 정기간행은 1984년부터 시작되었다. 1990년경부터 MSX 기종이 쇠락하며 부수가 감소해가자 1992년 5월호부터 영구 휴간에 들어갔다.
대한민국에는 IBM 계열의 16비트 컴퓨터가 정식 교육용으로 채택되기 전인 1989년 이전에 MSX가 크게 인기를 끌고 있었다. MSX 매거진은 주로 1987년경부터 1989년경까지 국내에 유입되어 대한민국의 MSX 사용자들에게 널리 읽혔다.

## 참고 문헌
- MSXアソシエーション'西さんVS 孫さん!? MSXの誕生秘話をちょっと語るぞ!:MSX30周年', 週アスPLUS, 2013년
- コンピュータ雑誌市場狙う創刊攻勢 アスキー『MSXマガジン』vs日経マグロウヒル『日経パソコン』, 小川真理生, 1983年11月号
- 주식회사 아스키 공식 홈페이지
- 미소녀 게임의 세계, 남창훈, 예솔, 1998년 12월